# A. J. Hackett
 A. J. Hackett nasceu em 1958 na cidade de Auckland na Nova Zelândia. Amante de esportes radicais, foi o criador do bungee jumping comercial. Hackett se inspirou nos rituais de uma tribo indígena de Vanuatu, cujo ritual consistia em saltar de enormes plataformas de madeira amarrados pelas pernas por um cipó.
Por volta dos anos 80, Hackett desenvolveu um elástico para a prática do bungee jumping. Em 1987 ele se jogou da Torre Eiffel em Paris. para divulgar a prática. Então Hackett criou sua própria empresa - A. J. Hackett Bungy, que iniciou suas atividades disponibilizando saltos na Kawarau Bridge em Queenstown, na Nova Zelândia. Hoje a empresa de Hackett possui uma série de bungys na Nova Zelândia e em outros países como a Austrália, França, Alemanha, Estados Unidos, México e Indonésia.